# Csúcsformában (televíziós sorozat)
A Csúcsformában (eredeti cím: Rush Hour) 2016-ban bemutatott amerikai televíziós sorozat, az 1998-as hasonló című film remakeje. A sorozat alkotói Bill Lawrence és Blake McCormick, a történet pedig egy Los Angeles-i és egy kínai zsaru közös nyomozását mutatja be. A főszereplők közt megtalálható Justin Hires, Jon Foo, Aimee Garcia, Page Kennedy és Wendie Malick.
A sorozatot az Amerikai Egyesült Államokban a CBS adta 2016. március 31. és augusztus 20. között, Magyarországon az RTL Klub mutatta be 2016. augusztus 19-én.

## Összefoglaló
Jonathan Lee, a szigorú és mindig a szabályok szerint eljáró hong-kongi nyomozó Los Angelesbe kerül kiküldetésbe. Itt egy James Carter nevű nyomozó lesz a társa, aki pont a szöges ellentéte: fegyelmezetlen és be nem áll a szája. Kettejüknek mégis össze kell fogniuk, hogy egy szövevényes bűnügy végére jussanak.

## Szereplők
Az alábbi felsorolás a szereplők magyar szinkronhangját zárójelben tünteti fel.

### Főszereplők
- Justin Hires (Szabó Máté) – James Steven Carter nyomozó

Nemtörődöm természetű LAPD nyomozó, akinek a nála jóval komolyabb hongkongi Lee nyomozóval kell együtt dolgoznia. Az eredeti filmekben Chris Tucker alakította szereplőről mintázták.
- Jon Foo (Karácsonyi Zoltán) – Jonathan Lee nyomozó

Megfontolt természetű nyomozó Hongkongból, Carter nyomozó partnere. Az eredeti filmekben Jackie Chan alakította a szereplőt. A filmekkel ellentétben Lee nem hord magánál fegyvert, mert kísérti őt egy korábbi hongkongi eset emléke, melynek során le kellett lőnie valakit.
- Aimee Garcia (Nádasi Veronika) – Didi Diaz őrmester

Carter korábbi partnere, fia születése után az utcai járőrözés helyett irodai munkát vállalt.
- Page Kennedy (Kálid Artúr) – Gerald Page

Kísstílű bűnöző, Carter unokatestvére, valamint titokban Carter és Lee informátora. Tizenhat évesen közösen követtek el egy fegyveres rablást, amit Kennedy magára vállalt, ezzel megmentve Cartert.
- Wendie Malick (Frajt Edit) – Lindsay Cole százados

Carter és Lee felettese. Carter zabolázatlan viselkedése idegesíti őt, de Lee-t vonzónak találja.

### Visszatérő szereplők
- Jessika Van – Kim Lee ügynök

Korábbi hongkongi rendőr, Lee húga. Los Angelesbe érkezésekor látszólag csatlakozott egy Quantou nevű kínai bűnszervezethez. Később kiderül, hogy valójában beépített ügynök, de ezt eltitkolta bátyja elől, így védve őt. A Quantou bukása után visszatér korábbi munkájához.
- Kirk Fox – Don Ovan nyomozó

Carter és Lee nyomozó munkatársa, előbbivel kölcsönösen ki nem állhatják egymást.
- Steele Gagnon – Derrick

Didi fia.
- Julianna Guill – Dr. Alice Rosenberger

Az LAPD orvosi szakértője. Titokban szerelmes Lee-be.
- Diedrich Bader – CIA Agent Westhusing CIA-ügynök

A Quantou bűnszervezet ellen harcoló egység tagja.
- Lyman Chen – Joseph Yun ügynök

Kim felettese, később korruptnak bizonyul és elárulja Kimet, ezért az utolsó epizódban Carter és Lee letartóztatja.
- James Hong – Quantou Sárkánya

A Quantou bűnszervezet feje és a sorozat negatív főszereplője. A hatalomért bármire képes, még saját fiát is megölte. Az utolsó epizódban Carter, Lee és Kim végez vele, miután bevallja, hogy annak idején autóbalesetnek álcázva megölette Lee és Kim szüleit.
- Byron Mann – Fong

A Sárkány hűséges jobbkeze.

### Fontosabb vendégszereplők
- Robyn Lively – Myers FBI-ügynök
- Lewis Tan – Cheng
- Doug Savant – Ginardi körzeti ügyész
- Vernee Watson – "Nagymama", Carter és Gerald nevelőanyja.
- Janel Parrish – Nina

## Epizódok
| Sor. | Év. | Cím                                                            | Rendező        | Író                                                                                      | Premier                               | Nézettség            | Gyártási szám |
| ---- | --- | -------------------------------------------------------------- | -------------- | ---------------------------------------------------------------------------------------- | ------------------------------------- | -------------------- | ------------- |
| 1.   | 1.  | Az új páros (Pilot)                                            | Jon Turteltaub | Tévéjáték: Bill Lawrence, Blake McCormick, Jim Kouf, Ross LaManna Történet: Ross LaManna | 2016. március 31. 2016. augusztus 19. | 5,06 millió 356 ezer | 276098        |
| 2.   | 2.  | 48 óra (Two Days or the Number of Hours Within that Timeframe) | Peter Weller   | Blake McCormick                                                                          | 2016. április 7. 2016. augusztus 19.  | 4,81 millió 226 ezer | 4X6403        |
| 3.   | 3.  | A török (Captain Cole's Playlist)                              | Sylvain White  | Brian Chamberlayne, Steve Franks                                                         | 2016 április 14. 2016. augusztus 26.  | 4,26 millió 428 ezer | 4X6410        |
| 4.   | 4.  | A kapocs (LA Real Estate Boom)                                 | Jimmy Muro     | Cindy Fang                                                                               | 2016. április 21. 2016. augusztus 26. | 4,65 millió 282 ezer | 4X6407        |
| 5.   | 5.  | A forrás (Assault on Precinct 7)                               | John Putch     | Trey Callaway                                                                            | 2016. április 28. 2016. szeptember 2. | 4,32 millió 359 ezer | 4X6409        |
| 6.   | 6.  | Tanárbőrben (Welcome Back, Carter)                             | Steve Boyum    | Brittany Hilgers, Krystal Houghton-Ziv                                                   | 2016. május 5. 2016. szeptember 9.    | 4,56 millió 381 ezer | 4X6412        |
| 7.   | 7.  | Vagány zsernyák (Badass Cop)                                   | Steve Boyum    | Steve Franks                                                                             | 2016. május 12. 2016. szeptember 16.  | 4,53 millió 329 ezer | 4X6402        |
| 8.   | 8.  | Botcsinálta szárnysegéd (Wind Beneath My Wingman)              | Maja Vrvilo    | Krystal Houghton Ziv                                                                     | 2016. május 19. 2016. szeptember 23.  | 4,13 millió 304 ezer | 4X6406        |
| 9.   | 9.  | A szerelem rabja (Prisoner of Love)                            | John Badham    | Trey Callaway                                                                            | 2016. július 23. 2016. szeptember 30. | 1,83 millió 380 ezer | 4X6405        |
| 10.  | 10. | Túszjátszma (Knock, Knock... House Creeping!)                  | James Roday    | Carlos Jacott                                                                            | 2016. július 30. 2016. október 7.     | 2,03 millió 327 ezer | 4X6408        |
| 11.  | 11. | Rémhotel (O Hostage! My Hostage!)                              | Steve Boyum    | Brian Chamberlayne                                                                       | 2016. augusztus 6. 2016. október 14.  | 1,67 millió 388 ezer | 4X6404        |
| 12.  | 12. | A sötét lovag (The Dark Night)                                 | Stephen Herek  | Blake McCormick                                                                          | 2016. augusztus 13. 2016. október 21. | 1,64 millió 321 ezer | 4X6411        |
| 13.  | 13. | A nagy balhé (Familee Ties)                                    | John Putch     | Trey Callaway, Carlos Jacott                                                             | 2016. augusztus 20. 2016. október 28. | 1,62 millió 386 ezer | 4X6413        |